# Kostel Božského srdce Páně (Bohumín)
Římskokatolický kostel Božského srdce Páně v Novém Bohumíně se nachází blízko architektonického komplexu dnešní radnice, dříve gymnázia s německým vyučovacím jazykem.

## Historie

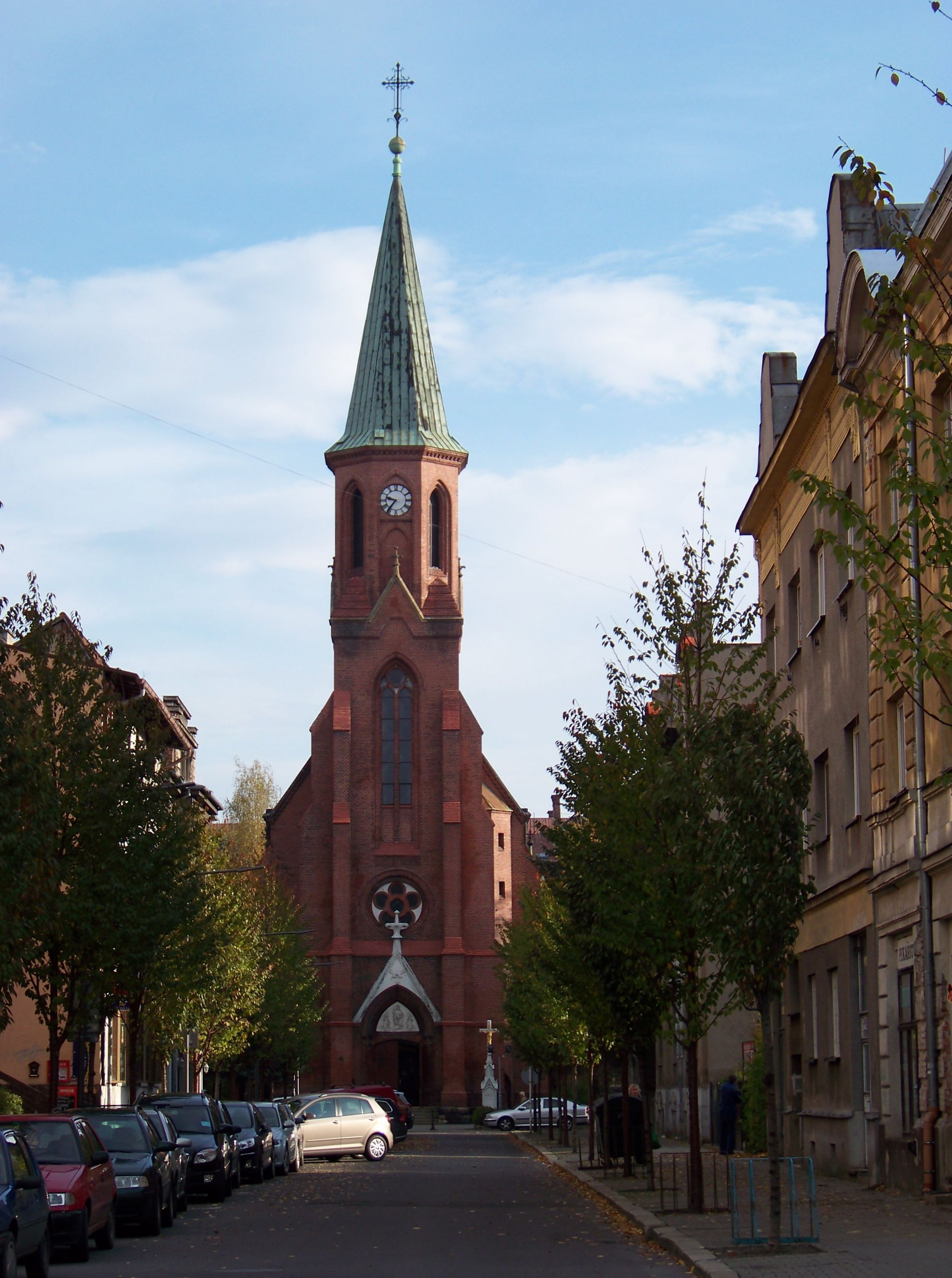
Kostel Božského srdce Páně (Bohumín)

O stavbě římskokatolického kostela v blízkosti bohumínského nádraží se začalo uvažovat již v roce 1877. Oficiální návrh na jeho realizaci schválilo zdejší obecní zastupitelstvo 26. prosince 1889. O dva roky později se v červnu roku 1891 konala ustavující schůze Katolického spolku pro výstavbu kostela, jehož předsedou byl zvolen přednosta železniční stanice Karl Wacha. Členy výboru se stali bohumínský farář Anton Ignatz Kaschitzka, bohumínský kaplan Eduard Georg Linzer, vrchní inspektor finanční stráže Ernest Appel, přednosta železniční stanice Joseph von Portenschlag, královský pruský ředitel expedice Augustin Tschusch, ředitel pošty Adolf Wawra a učitel Karl Postuwka.
Plány nového kostela, které vypracoval zdejší stavitel Josef Berger, předložila 2. února 1892 delegace spolku vratislavskému kníže-biskupovi Georgovi Koppovi. Ten požadoval drobnější úpravy, a proto předal tyto plány k přepracování dómskému architektu Richardu Völkelovi. Až poté v květnu téhož roku je na letním sídle vratislavských biskupů Jánském Vrchu v Javorníku Georg Kopp schválil. Rozpočet stavitele Josefa Bergra na stavbu nového kostela z 18. května 1892 počítal s náklady kolem 45 tisíc zlatých. K původnímu rozpočtu vznikl 5. prosince 1894 dodatek na pokrytí původně neplánovaných prací, který byl vyšší zhruba o 7 tisíc zlatých. Konečné vyúčtování skutečných stavebních nákladů však nakonec 16. ledna 1896 dělalo téměř 56 tisíc zlatých.
Tyto částky mnohonásobně překračovaly možnosti obce a místních věřících, kteří mezi sebou organizovali dobrovolné sbírky. Nebýt proto velkorysých darů, ke stavbě kostela by zřejmě nedošlo. Například vratislavský kníže-biskup Georg Kopp daroval na výstavbu kostela 30 tisíc zlatých, Výhradně privilegované c. k. Severní dráhy císaře Ferdinanda přispěly částkou 5 tisíc zlatých, členové Katolického spolku pro výstavbu kostela darovali 2 tisíce zlatých, majitel rourovny Albert Hahn věnoval 1200 zlatých, částku 400 zlatých poskytly společnosti pro rafinaci minerálních olejů a 50 zlatých daroval na stavbu kostela olomoucký arcibiskup Theodor Kohn. Stavební parcelu bezplatně poskytl hrabě Heinrich Larisch-Mönnich. Slavnostní posvěcení základního kamene se uskutečnilo 12. září 1892.
Samotná stavba kostela v novogotickém stylu z červených neomítaných cihel, tzv. typ backsteingotiky, byla dokončen na podzim roku 1894. Podle dochovaných dobových zpráv probíhaly stavební práce velice pomalu. Cihly, ze kterých je kostel postaven, s největší pravděpodobností dodal ze své cihlárny v pruských Krzyżanovicích kníže Karel V. Lichnovský. Kříž umístěný na věži kostela, do jehož báně byly vloženy nejrůznější listiny týkající se jeho vzniku, samotné stavby a zasvěcení kostela, byl spolu s tehdy platnými kovovými a papírovými penězi posvěcen 27. září 1894. Mobiliář kostela pořizovali postupně i několik let po jeho dokončení.

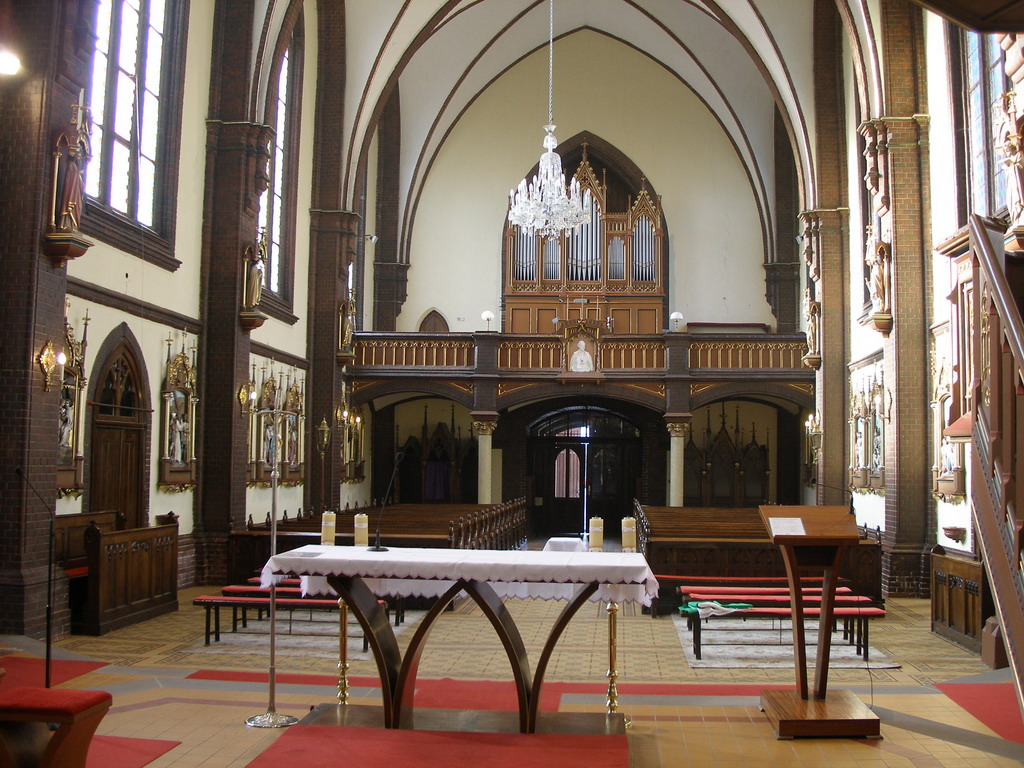
Interiér kostela

Kostel Božského Srdce Páně v Šunychlu-Bohumíně-nádraží byl posvěcen bez účasti biskupa 24. listopadu 1895. Slavnostně vysvěcen byl 7. června 1896 samotným vratislavským kníže-biskupem Georgem Koppem. Pravidelné nedělní bohoslužby se v kostele začaly konat v roce 1896 v německém a polském jazyce, české bohoslužby však slyšeli věřící až od roku 1921. Duchovního do kostela přivážel na bohoslužby z Bohumína-města (dnešního Starého Bohumína) kočár a měl tak nárok na vyplacení odměny od patrona kostela ve výši 1 zlatého. Duchovního kočár přivážel do kostela až do zřízení expozitury v roce 1898. Od roku 1900 se pak stal samostatnou farností.
Kostel nestačil neustále stoupajícímu počtu věřících. Již po padesáti letech jeho existence se začalo přemýšlet o jeho přestavbě a rozšíření. Předběžnou studii, která navrhovala rozšíření kostela o dvě boční lodě, čímž by se počet míst k sezení zvýšil na 564 osob a ke stání na 956 osob, předložili v srpnu 1946 akademičtí architekti bratři Šlapetovi z Moravské Ostravy. Daný projekt, jehož náklady byly odhadovány na téměř 1,2 milionu korun, však nebylo možné po únorovém státním převratu realizovat. V roce 1949 byly podle zpracovaného projektu provedeny pouze některé drobné úpravy v interiéru kostela. V roce 2002 byl kostel pro svou historickou hodnotu zapsán do seznamu kulturních památek.